# Anne Stuart, Maréchale d'Aubigny

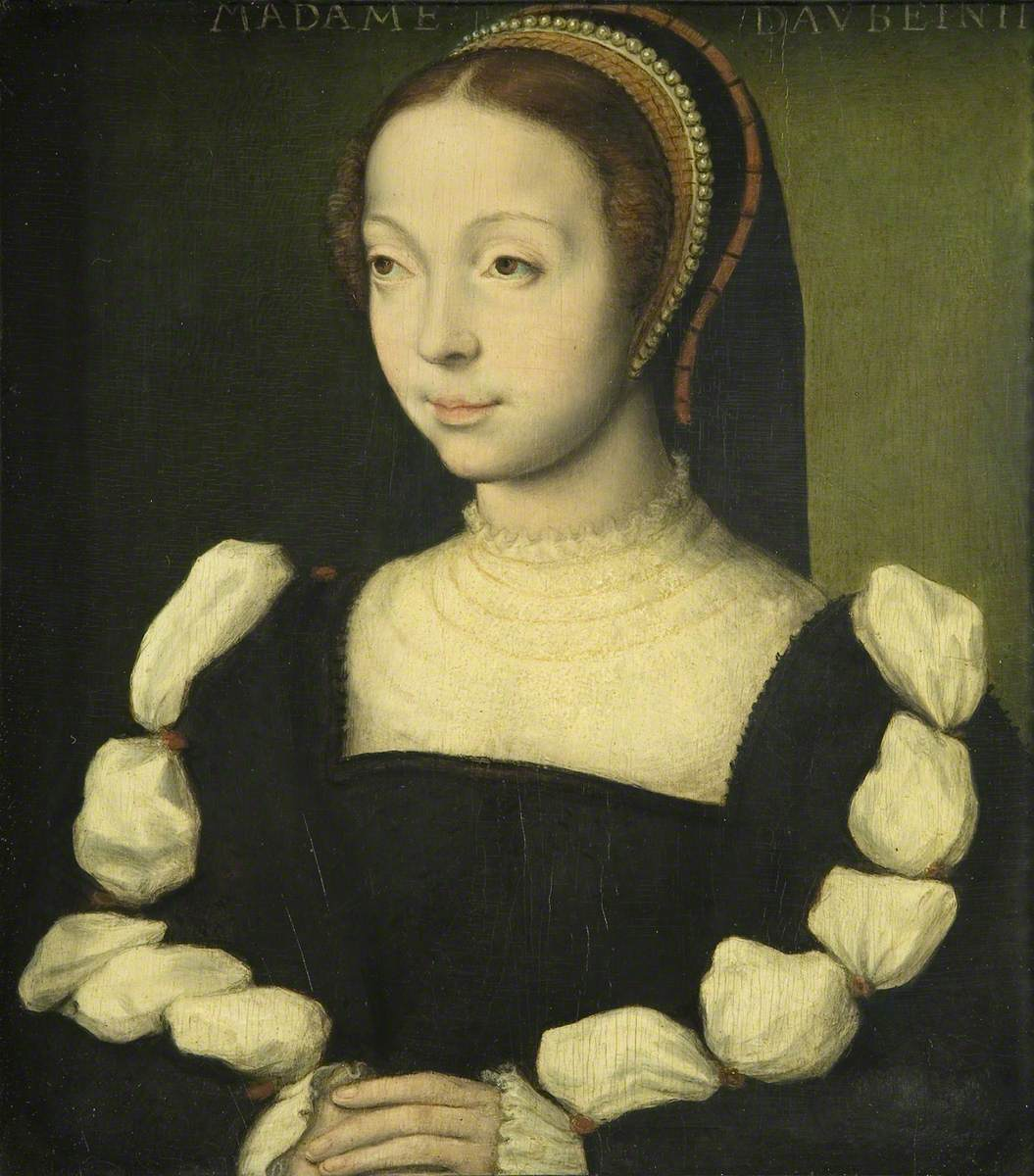
Bristol City Museum & Art Gallery

Anne Stuart, Maréchale d'Aubigny est un tableau de Corneille de Lyon. Il possède un fond vert. Il existe 3 versions. La première version mesure 21 cm sur 16 cm et est conservée au musée du Louvre à Paris. Une deuxième version mesure 18 cm de haut sur 15,8 cm de large qui est conservée à Bristol au City museum and Art Gallery. Enfin la troisième version mesure 21 cm de haut sur 16 cm de large et il est conservé au musée de l'Histoire de France. Un débat récent entre historiens d'art remet en question ces identifications .